# Pomník obětem první světové války (Ranošov)
Pomník obětem první světové války je pískovcový památník věnovaný obětem první světové války. Pomník, který je dnes již jen torzem, byl postaven v roce 1931 německými občany dnes již téměř neexistující horské vesnice Ranošov (německy Prussinowitz), dnes součást katastrálního území obce Kozlov v pohoří Oderské vrchy v okrese Olomouc v Olomouckém kraji. Pomník je situován na bývalé návsi vesnice, kde je dnes jen ohyb polní cesty spojující Slavkov a Kozlov. V minulosti se pomník nacházel ve vojenském újezdu Libavá. Na čelní straně pomníku je symbolika ověnčeného meče, nápis 1914-1918 a stopy po odstraněných deskách. Na obou bočních stěnách jsou vytesána jména místních padlých vojáků s letopočtem narození a úmrtí.
Pomník s blízkou hájenkou jsou jediné zbývající objekty vesnice Ranošov. Místo je přístupné po polní silnici s turistickou stezkou ze Slavkova k rozcestníku Ranošov. Přístup k pomníku je celoročně volný.

## Galerie

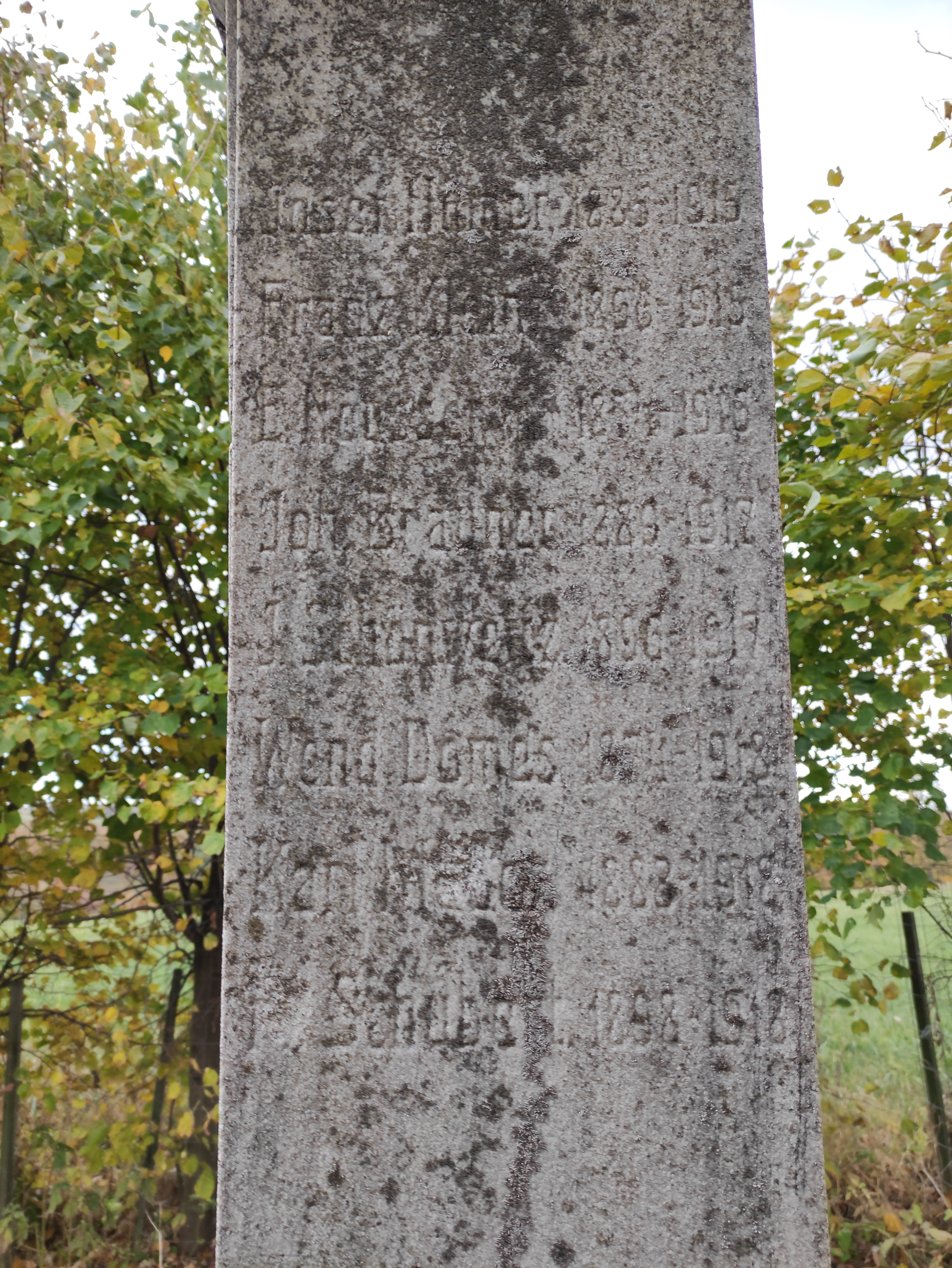
Levá boční stěna pomníku se jmény padlých vojáků